# 艾蕾希雅·葛魯察
亚历克西娅·伊万娜·克鲁察舒（羅馬尼亞語：Alexia Ioana Căruțașu，2003年6月10日—），土耳其职业排球運動員，司職接應二傳。現時效力於土超豪門球隊瓦基弗銀行女排俱樂部。
她曾是羅馬尼亞國家女子排球隊隊員。由於羅馬尼亞的女排水平不高，葛魯察便前往土耳其打球並遞交了土耳其公民申請，成為土耳其籍。最終於2022年国际排联理事会批准申請国籍更改，葛魯察取得土耳其籍並最快於2024年可代表土耳其國家隊參賽。